# Coprosma dumosa
Coprosma dumosa là một loài thực vật có hoa trong họ Thiến thảo. Loài này được (Cheeseman) G.T.Jane mô tả khoa học đầu tiên năm 2005.